# Конобеевский, Сергей Тихонович
Серге́й Ти́хонович Конобе́евский (14 (26) апреля 1890, Санкт-Петербург — 26 ноября 1970, Москва) — советский физик, профессор МГУ, член-корреспондент АН СССР (1946).

## Биография
Родился в обеспеченной семье: отец — петербургский фабрикант И. П. Варгунин. В 1896 году мать вышла замуж за бухгалтера Московско-Казанской железной дороги, Т. Я. Конобеевского.
Учился во 2-й Московской гимназии (1900—1908), затем — на физико-математическом факультете Московского университета (1908—1913), который окончил по специальности «физиология животных». В годы Первой мировой войны, с 1914 по 1918 год, был на германском фронте. С 1919 года работал преподавателем физики в Институте им. К. Маркса (ныне — Российский экономический университет имени Г. В. Плеханова).
С 1926 года преподавал в Московском университете (профессор с 1935 года). В 1931 году с организацией в МГУ кафедры рентгеноструктурного анализа по физике (идея создания её принадлежала Г. В. Вульфу) был назначен её руководителем. Деканом физического факультета МГУ он был в сложное послевоенное время: с мая 1946 по 1947 год.
С 1922 года работал во Всесоюзном электротехническом институте, с 1929 года — в Институте цветных металлов, где создал рентгеновскую лабораторию. В 1927—1934 годах принимал участие в составлении «Технической энциклопедии» в 26-и томах под редакцией Л. К. Мартенса, автор статей по тематике «физика».
Во ВНИИНМ работал с 1947 года: консультант, начальник лаборатории и отдела, заместитель директора по научной работе.
В 1951—1952 годах заведовал кафедрой на специальном факультете МВТУ им. Баумана.
Похоронен на Новодевичьем кладбище.

## Научная работа
В 1921 году совместно с Н. Е. Успенским открыл структуры прокатанных металлов. В 1932 году обнаружил влияние внутренних напряжений на процессы диффузии в сплавах. Создал основы современной теории старения сплавов и распада твёрдых растворов и металлических соединений.
С. Т. Конобеевский — один из пионеров изучения диаграмм состояния сплавов тяжёлых металлов (уран, плутоний) и создания нового направления в физике твёрдого тела — изучению действия ионизирующих излучений на структуру и свойства материалов (радиационное материаловедение). Награждён двумя орденами Ленина, орденом Трудового Красного Знамени и медалями.